# Jenny Astruc
Pour les articles homonymes, voir Astruc.
Jenny Astruc, née Ginette Paule Eugénie Astruc à Paris le 30 décembre 1935, est une actrice française.

## Filmographie

### Cinéma
- 1956 : Le Couturier de ces dames de Jean Boyer
- 1956 : Courte Tête de Norbert Carbonnaux
- 1956 : L'Homme et l'Enfant de Raoul André
- 1957 : Sénéchal le magnifique de Jean Boyer
- 1957 : Vive les vacances de Jean-Marc Thibault
- 1957 : Paris clandestin de Walter Kapps
- 1962 : Douce violence de Max Pécas
- 1965 : Les Chiens dans la nuit de Willy Rozier
- 1968 : Béru et ces dames de Guy Lefranc
- 1970 : L'Évasion de Hassan Terro de Mustapha Badie
- 1973 : Hit ! de Sidney J. Furie
- 1974 : Grandeur nature de Luis García Berlanga
- 1974 : Le Fantôme de la liberté de Luis Buñuel
- 1983 : Garçon ! de Claude Sautet
- 1987 : Flag, de Jacques Santi

### Télévision
- 1967 : Salle n° 8 de Robert Guez et Jean Dewever : Madame Omega (ép. 48)
- 1969 : Les Enquêtes du commissaire Maigret de François Villiers, épisode : La Nuit du carrefour : Suzon
- 1973 : La vie rêvée de Vincent Scotto, réalisé par Jean-Christophe Averty
- 1975 : Au bois dormant, réalisé par Pierre Badel
- 1977 : Impressions d'Afrique, réalisé par Jean-Christophe Averty
- 1982 : L'Adieu aux as, réalisé par Jean-Pierre Decourt
- 1991 : Cas de divorce, épisode "Delaunay contre Delaunay"